# 내동 (대전)
내동(內洞)은 대전광역시 서구에 있는 행정동 및 법정동이다. 임야로 이루어진 월평공원이 인접해 있는 단독주택과 아파트가 적절히 조화를 이루고 있는 전형적인 주거지역으로 상업인구 보다는 직장인이 많이 거주하는 안정된 주택지역이다. 동서로 확장과 서부순환도로가 개통됨에 따라 서구관문의 교통중심지가 되고 있다.

## 역사
속칭 안골이라고도 불리는 내동은 백제시대 노사지현에 속했었고, 신라시대는 비풍군의 영현인 유성현에 속했으며, 고려시대는 공주부에 속했었다. 조선시대 초기엔 공주군 천내면의 지역이었으며, 1895년 고종 32년 행정구역 변경으로 회덕군 천내면에 편입되었다가, 1914년 일제의 행정구역 개혁으로 가장리의 일부와 예정리를 병합하여 내동리라 하고 대전군 유천면에 편입하였다.
1963년 대전시로 편입되었으며 그 후 대전시 중구에 속하였다. 1988년 1월 1일 대전 서구에 편입되었으며 1989년 1월 1일 대전직할시 서구 법정동으로 내동에 편입되었다. 1995년 1월 1일 대전직할시가 대전광역시로 개칭됨에 따라 대전광역시 서구 내동에 속한 법정동인 내동으로 되었다가, 1996년 8월 26일 내동으로 분동되어 행정동으로 개소되었다.

## 연혁
- 1914년 3월 1일 : 회덕군 천내면에서 대전군 유천면 내동리로 행정구역 변경
- 1963년 1월 1일 : 대전시 도마동에 편입
- 1970년 7월 1일 : 대전시 괴정동에 편입
- 1982년 9월 1일 : 대전시 중구 내동에 편입
- 1996년 8월 26일 : 대전광역시 서구 내동으로 분동

## 교육
- 대전내동초등학교
- 대전외국어고등학교

## 명소
- 월평사이클장
- 내동리 고인돌

## 언론
- 대전교통방송